# 鉄道発見伝
『鉄道発見伝』（てつどうはっけんでん）は、2013年（平成25年）11月24日から2023年（令和5年）4月25日までCS日テレの日テレプラスで放送していたドキュメントバラエティ番組で一旦レギュラー放送は終了してしまったが、2024年（令和6年）10月20日から再び特番で放送している。

## 番組概要
日本各地の「今しか出会えない鉄道風景」に会いにいく旅バラエティ番組。

## 出演者
- 南田裕介（ホリプロマネージャー）
- 瀧野由美子
- 岡安章介（ななめ45°）
- 田中匡史（番組ディレクター）

## 放送リスト
| 放送回 | 初回放送日     | タイトル                                                 | 協力鉄道事業者           |
| ------ | -------------- | -------------------------------------------------------- | ------------------------ |
| 01     | 2024年10月20日 | 48時間以内に九州7県の県庁所在地の代表駅をめぐる（前編）  | JR九州                   |
| 02     | 2024年10月20日 | 48時間以内に九州7県の県庁所在地の代表駅をめぐる（後編）  | JR九州                   |
| 03     | 2025年1月26日  | 今しか出会えない日本最東端「東根室駅」を目指す旅（前編） | JR北海道・東京モノレール |
| 04     | 2025年1月26日  | 今しか出会えない日本最東端「東根室駅」を目指す旅（後編） | JR北海道・東京モノレール |

## 番組イメージ曲
- レール〜キミのもとへ会いにゆくよ〜/erica

## 番組テーマ曲
- ただいま おかえり ありがとう ～ 僕らの未来〜/erica

## スタッフ
- ナレーション：服部潤
- カメラ：小川正明
- 音声：岡本洋平
- 編集：奥山雄高
- MA：高橋友樹、土屋翼
- 音効：藤野竜揮
- イラスト：キングオブチキン
- 技術協力：RAFT、アールイー
- 構成：久保有輝
- 演出：田中匡史（エスピーボーン）
- プロデューサー：野宮十月（CS日テレ）、徳江長政（エスピーボーン）
- 制作：中尾洋美（CS日テレ）
- 制作協力：エスピーボーン
- 製作著作：CS日テレ